# USS Charleston (LCS-18)
«Чарлстон» (англ. USS Charleston (LCS-18)) — бойовий корабель прибережної зони типу «Індепенденс».
Це шостий корабель у складі ВМС США з такою назвою, яку отримав на честь міста Чарлстон (Південна Кароліна).

## Історія створення
Корабель був замовлений 29 грудня 2010 року. Закладений 28 червня 2016 року на верфі «Austal USA» у місті Мобіл, спущений на воду 14 вересня 2017 року.
2 березня 2019 року корабель був включений до складу флоту.